# Charles Scott (governatore)
Charles Scott (Contea di Powhatan, aprile 1739 – Contea di Clark, 22 ottobre 1813) è stato un generale e politico statunitense eletto nel 1808 quarto governatore del Kentucky.
Rimasto orfano già in giovane età, Scott si arruolò nella milizia della Virginia nell'ottobre 1755 e prestò servizio come ricognitore durante la guerra franco-indiana. Fece una rapida carriera diventando capitano. Dopo la guerra si sposò e si dedicò al lavoro agricolo sulla terra lasciatagli dal padre, ma riprese il servizio militare nel 1775 quando la guerra d'indipendenza americana iniziò a crescere d'intensità. Nell'agosto 1776 fu promosso a colonnello e gli fu dato il comando del 5º reggimento della Virginia. Il 5º Virginia si unì a George Washington in New Jersey quello stesso anno, con il quale partecipò alla campagna di Filadelfia. Scott comandò la fanteria leggera di Washington, e nel 1778 fu anche messo a capo dell'intelligence. Congedato alla fine della campagna di Filadelfia, Scott tornò in servizio attivo nel marzo 1779 quando fu assegnato alla Carolina del Sud per aiutare il generale Benjamin Lincoln nel teatro meridionale. Giunse a Charleston quando Henry Clinton aveva appena iniziato l'assedio della città. Scott fu fatto prigioniero di guerra quando Charleston si arrese. Rilasciato sulla parola nel marzo 1781 e scambiato per Lord Rawdon nel luglio 1782, Scott riuscì a svolgere piccoli compiti di reclutamento prima della fine della guerra.
Dopo la guerra visitò la frontiera occidentale nel 1785 ed iniziò a prepararsi per un trasferimento definitivo. Si spostò nei pressi dell'odierna Versailles (Kentucky) nel 1787. Messo di fronte ai pericoli delle razzie indiane, Scott organizzò nel 1790 un gruppo di volontari e si unì a Josiah Harmar per una spedizione contro i nativi americani. Dopo la sconfitta di Harmar il presidente Washington ordinò a Arthur St. Clair di prepararsi per un'invasione delle terre indiane del Territorio del nord-ovest. Nel frattempo Scott, ormai generale di brigata della milizia della Virginia, fu assegnato ad una serie di razzie preliminari. Nel luglio 1791 guidò la più importante di queste razzie contro il villaggio di Ouiatenon. La principale invasione di St. Clair, condotta quello stesso anno, fu un fallimento. Poco dopo la separazione del Kentucky dalla Virginia nel 1792, l'Assemblea generale del Kentucky nominò Scott maggior generale e gli assegnò il comando della 2ª divisione della milizia del Kentucky. La divisione di Scott cooperò con la Legione degli Stati Uniti di "Mad" Anthony Wayne per il resto della guerra indiana del Nord-Ovest, compresa la decisiva vittoria della battaglia di Fallen Timbers.
Avendo servito in precedenza la Virginia House of Delegates ed essendo elettore presidenziale, l'anziano Scott si candidò come governatore. La sua campagna elettorale del 1808 fu abilmente condotta dal genero, Jesse Bledsoe, e riportò una decisa vittoria nei confronti di John Allen e Green Clay. Una caduta sui gradini ghiacciati della casa del governatore all'inizio del mandato obbligò Scott ad usare stampelle per il resto della sua vita, e lo rese molto dipendente da Bledsoe che fu nominato Segretario di Stato. Nonostante si sia scontrato spesso con la legislatura statale sulle questioni nazionali, la principale preoccupazione della sua amministrazione fu la crescente tensione tra Stati Uniti d'America e Gran Bretagna che portò alla fine alla guerra anglo-americana. La scelta di Scott di nominare William Henry Harrison come brevetto maggior generale della milizia del Kentucky, nonostante fosse probabilmente una violazione della costituzione statale dato che Harrison non era residente in Kentucky, fu festeggiata dai cittadini. Dopo la scadenza del suo mandato Scott tornò nella sua proprietà a Canewood. La sua salute peggiorò velocemente e morì il 22 ottobre 1813. La contea di Scott in Kentucky e la contea di Scott in Indiana sono dedicate a lui, così come le città di Scottsville (Kentucky) e Scottsville (Virginia).

## Gioventù e famiglia
Charles Scott nacque nel 1739, probabilmente in aprile, nella parte della contea di Goochland che è oggi la contea di Powhatan. Il padre, Samuel Scott, era un agricoltore e membro della House of Burgesses della Virginia. La madre, il cui nome è sconosciuto, morì probabilmente attorno al 1745. Scott aveva un fratello maggiore, John, e due fratelli (Edward e Joseph) ed una sorella (Martha) minori. Ricevette solo un'educazione base dai genitori e dalle scuole rurali della Virginia situate vicino a casa.
Poco dopo la morte del padre nel 1755 Scott divenne apprendista di un falegname. Alla fine di luglio del 1755 un tribunale locale stava per assegnarli un tutore, ma ad ottobre, prima della sentenza, Scott si arruolò nel reggimento della Virginia. Fu assegnato alla compagnia di David Bell. Nella prima fase della guerra franco-indiana si guadagnò le lodi dei superiori come ricognitore di frontiera e tagliaboschi. Molti dei suoi commilitoni erano indisciplinati e male addestrati, il che permise a Scott di farsi notare e raggiungere in poco tempo il grado di caporale. Nel giugno 1756 fu promosso sergente.
Scott prestò servizio sotto George Washington nella spedizione Braddock, un fallito tentativo di conquistare Fort Duquesne dai francesi. Per buona parte del 1756 ed all'inizio del 1757 divise il proprio tempo tra Fort Cumberland e Fort Washington, fungendo da ricognitore e scorta. Nell'aprile 1757 David Bell fu sollevato dal comando quando il reggimento di Washington fu rimpicciolito, e Scott fu assegnato al capitano Robert McKenzie a Fort Pearsall. Ad agosto e settembre Washington mandò Scott ed un piccolo gruppo di ricognitori in due missioni a Fort Duquesne in preparazione di un assalto, ma scoprirono poco in entrambe le missioni. A novembre Scott fece parte della spedizione Forbes che conquistò la fortezza. Passò l'ultima parte dell'anno a Fort Loudoun, dove Washington lo promosse a alfiere.
Scott passò buona parte del 1759 svolgendo missioni di ricognizione e costruendo strade e fortezze. In questo periodo le forze della Virginia furono prese da George Washington e messe sotto il controllo del colonnello William Byrd. Nel luglio 1760 Scott fu nominato quinto capitano di un gruppo di truppe della Virginia che Byrd condusse in una spedizione contro i Cherokee nel 1760. L'esatto ruolo di Scott nella campagna non è noto. La spedizione fu un successo ed il governatore della Virginia Francis Fauquier ordinò lo scioglimento del gruppo nel febbraio 1762; Scott aveva già lasciato l'esercito in una data non nota prima dello scioglimento.
Prima del 1762 il fratello maggiore di Scott, John, morì lasciando Scott come erede delle terre del padre nei pressi dei fiumi James e Muddy Creek. Avendo lasciato l'esercito vi si insediò alla fine del 1761. Il 25 febbraio 1762 sposò Frances Sweeney della contea di Cumberland (Virginia). Con l'aiuto di circa 10 schiavi Scott si mise a coltivare tabacco ed a macinare farina. Nel luglio 1766 fu nominato come uno dei due capitani della milizia locale. Negli anni seguenti Scott e la moglie ebbero quattro maschi e quattro o cinque femmine.

## Guerra d'indipendenza americana

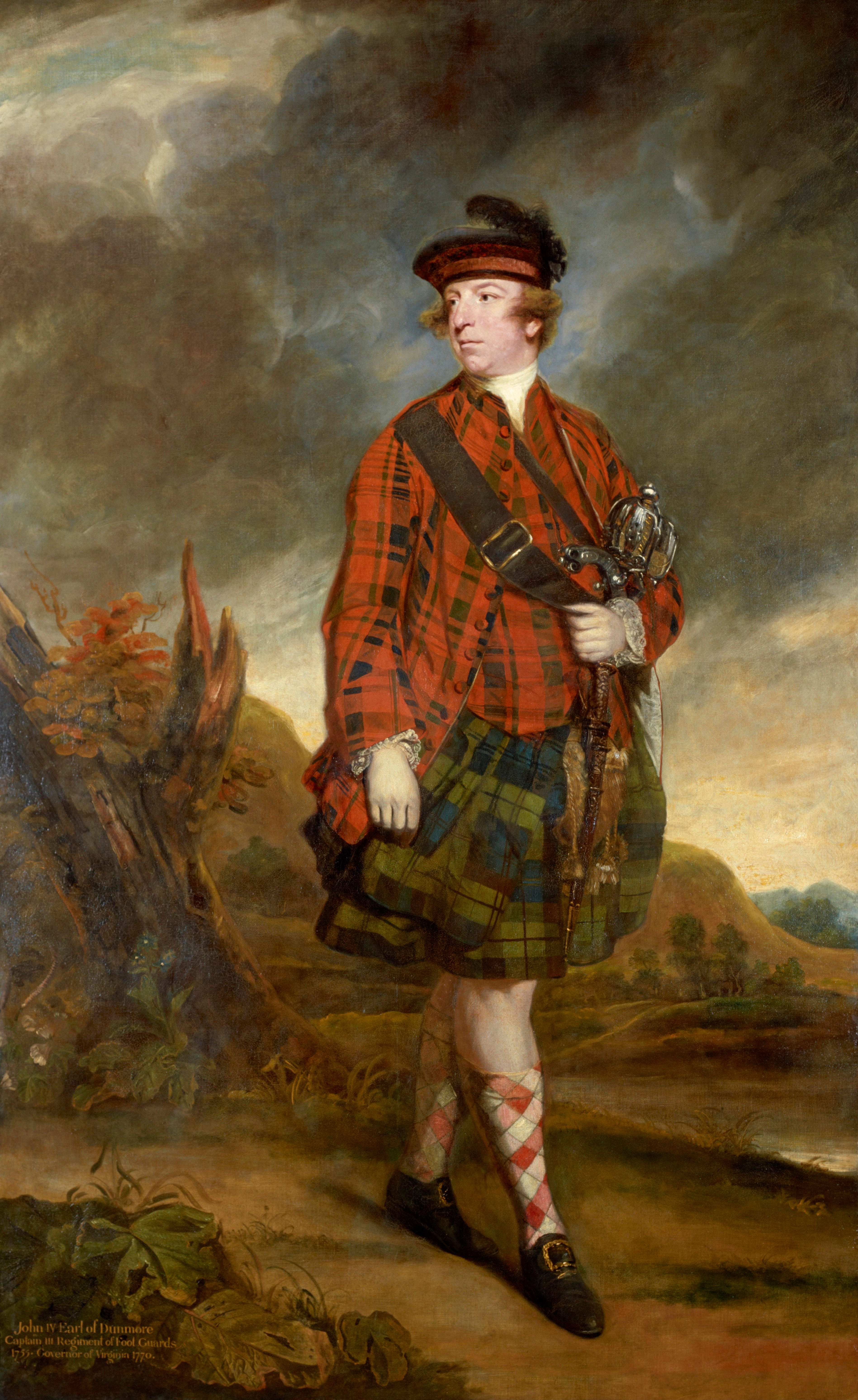
Lord Dunmore. Gli uomini di Scott aiutarono a cacciarlo dalla Virginia

Quando la guerra d'indipendenza americana si inasprì nel 1775, Scott organizzò una compagnia di volontari della contea di Cumberland. Fu la prima compagnia formatasi a sud del fiume James che partecipò all'indipendenza. La compagnia si dimostrò pronta ad aiutare Patrick Henry nello scontro con Lord Dunmore a Williamsburg nel maggio 1775, ma Dunmore abbandonò la città a giugno e gli uomini di Scott si unirono alle unità delle contee vicine a Williamsburg quello stesso mese. A luglio le convenzioni della Virginia crearono due reggimenti di truppe della Virginia, una guidata da Patrick Henry e l'altra da William Woodford. Quando i due capi partirono per Williamsburg, la convenzione concesse a Scott il titolo di comandante in capo temporaneo dei volontari già riunitisi lì. Il 17 agosto 1775 fu nominato tenente colonnello del reggimento di Woodford, il 2º Virginia. Suo fratello minore Joseph fu tenente del reggimento. A dicembre Woodford inviò Scott con 150 uomini a Great Bridge per difendere un attraversamento sull'Elizabeth. Giorni dopo, il 9 dicembre 1775, giocarono un ruolo significativo nella battaglia di Great Bridge uccidendo il capitano britannico Charles Fordyce, e bloccando conseguentemente l'avanzata britannica. Dopo la battaglia le forze coloniali riuscirono ad occupare la città di Norfolk e Lord Dunmore fu costretto ad abbandonare la Virginia.
Il 13 febbraio 1776 il 2º Virginia divenne parte dell'Esercito Continentale. Scott ottenne il grado di tenente colonnello durante la transizione. Dopo aver passato l'inverno con parte del 2º Virginia a Suffolk, Scott fu scelto dal Secondo congresso continentale come colonnello del 5º Virginia il 12 agosto 1776. Sostituì il colonnello William Peachy che aveva dato le dimissioni. Il 5º Virginia rimase nelle città di Hampton e Portsmouth fino alla fine di settembre. Gli fu poi ordinato di unirsi a George Washington in New Jersey, prima di ritirarsi nella città di Trenton a novembre.

### Campagna di Filadelfia
Facendo parte della brigata di Adam Stephen, il 5º Virginia di Scott combatté nella vittoria coloniale del 26 dicembre a Trenton. Durante la successiva battaglia dell'Assunpink Creek del 2 gennaio 1777 il 5º Virginia aiutò a rallentare l'avanzata della fanteria leggera britannica e dei mercenari hessiani verso Trenton. Il maggiore George Johnston, membro di 5º Virginia, disse che Scott si era "guadagnato l'onore immortale" per quanto fatto ad Assunpink Creek. Dopo queste battaglie l'esercito di Washington si preparò a passare l'inverno a Morristown (New Jersey) mentre il reggimento di Scott si stanziò a Chatham. Da qui guidò le razzie di fanteria leggera contro i gruppi di britannici in cerca di cibo. Nella battaglia più famosa (il 1º febbraio alla battaglia della fattoria di Drake) sconfisse un gruppo più numeroso del suo composto da britannici ed hessiani.

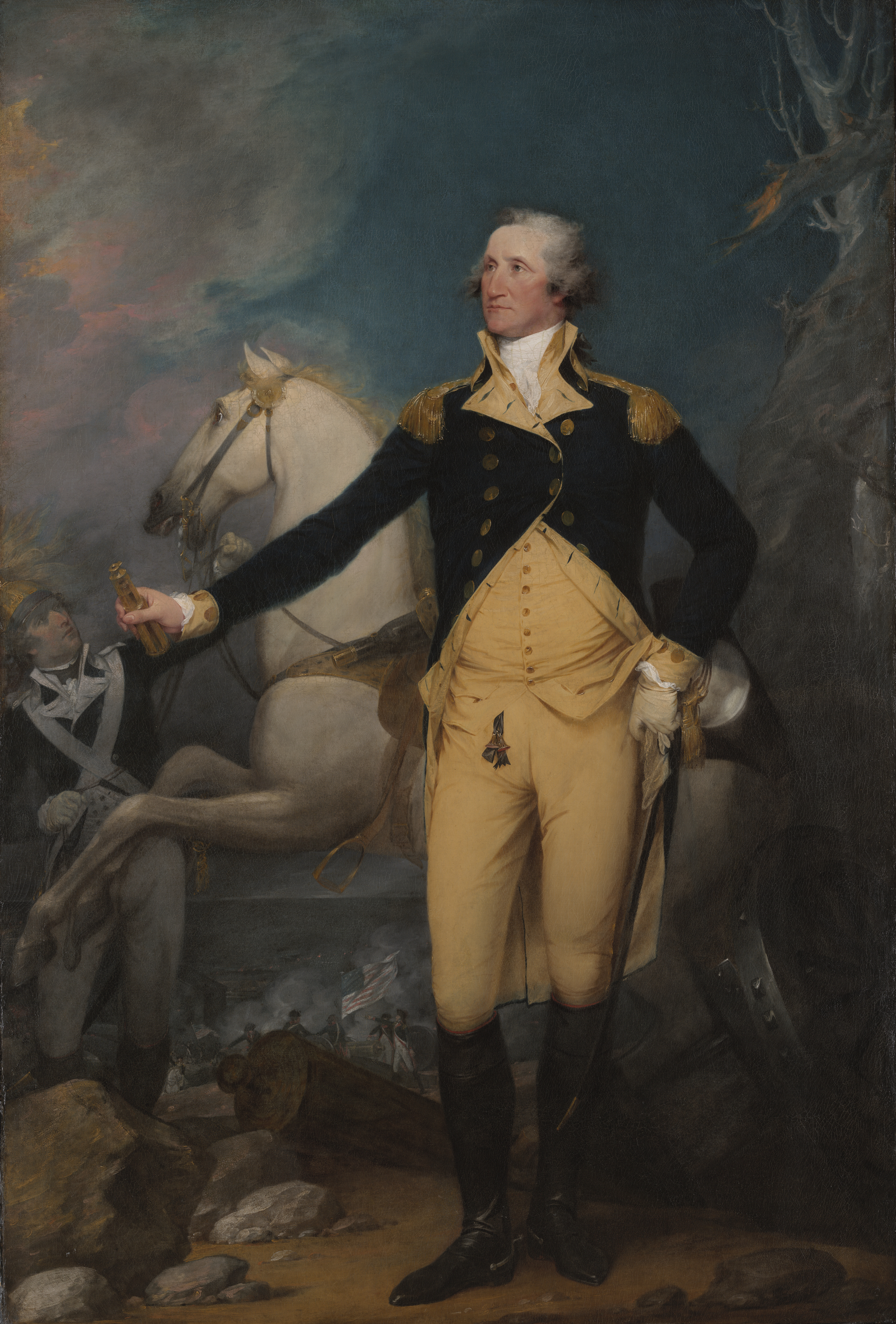
George Washington, comandante delle forze coloniali durante la campagna di Filadelfia

Nel marzo 1777 Scott tornò alla sua fattoria in Virginia prendendosi la prima licenza dopo oltre un anno di servizio continuato. Come ricompensa per il servizio svolto con Washington il Congresso lo nominò generale di brigata il 2 aprile 1777. Su richiesta di Washington tornò a Trenton il 10 maggio 1777. La sua 4ª brigata della Virginia ed un'altra brigata comandata da William Woodford costituirono la divisione della Virginia comandata da Adam Stephen, promosso maggior generale. Con Stephen ed il generale William Maxwell malati, Scott assunse il comando temporaneo della divisione tra il 19 ed il 24 maggio. Washington passò buona parte dell'estate 1777 cercando di prevedere le mosse britanniche del generale William Howe, e la pausa nei combattimenti concesse a Scott tempo per presentare una protesta al Congresso riguardo al calcolo della propria anzianità e del proprio grado. Dopo otto mesi di consiglio il Congresso accettò la richiesta di Scott e lo mise sopra al collega George Weedon in quanto ad anzianità.
Nella battaglia di Brandywine dell'11 settembre la 4ª brigata Virginia resistette tenacemente all'avanzata del generale Charles Cornwallis, ma fu infine costretta a ritirarsi. Dopo la vittoria britannica Howe marciò verso Filadelfia facendo una breve sosta a Germantown. Scott chiese insistentemente di poter attaccare la postazione di Howe a Germantown e, nonostante fosse inizialmente in minoranza tra i generali di Washington, riuscì infine ad ottenerne il permesso. Il 4 ottobre 1777 il 4º Virginia attaccò gli inglesi nella battaglia di Germantown. A causa del percorso tortuoso affrontato per giungere alla battaglia, il campo era già coperto dal fitto fumo dei moschetti ed un incendio era stato appiccato dai britannici ad un campo. Scott ed altre forze coloniali si persero nel fumo e furono costretti a ritirarsi.
Dopo la sconfitta di Germantown le truppe di Washington si posizionarono sulle colline che circondavano Whitemarsh Township a circa 22 km da Filadelfia. Scott ed altri quattro generali sostenevano inizialmente un attacco a Filadelfia per dicembre, ma dopo aver ascoltato l'analisi di Washington sulle difese nemiche abbandonarono l'idea. Dopo una serie di schermaglie con Howe nei pressi di White Marsh, l'esercito di Washington si accampò per l'inverno a Valley Forge. A Scott fu offerto il lusso di vivere presso la fattoria di Samuel Jones, a circa 5 km dal campo, ma quotidianamente si recava all'accampamento per visitare i propri uomini. Washington gli concesse una licenza a metà marzo 1778, e Scott ne approfittò tornando a Valley Forge il 20 maggio 1778.
Quando Washington ed i suoi uomini abbandonarono Valley Forge a metà giugno 1778, a Scott fu ordinato di prendere 1 500 fanti leggeri e mettere pressione ai britannici attraversando il New Jersey. Il 26 giugno il marchese de La Fayette si unì a Scott con altri 1 000 uomini in attesa dell'assalto del giorno dopo. Il generale Charles Lee fu scelto per comandare le operazioni, ritardate di un giorno a causa delle inadeguate comunicazioni e dei ritardi nei rifornimenti. Lee con parlò del piano ai propri generali, affermando in seguito di non aver avuto abbastanza intelligence per prepararne uno. Il mattino del 28 giugno Lee lanciò l'attacco, dando il via alla battaglia di Monmouth. Durante lo scontro Scott vide la ritirata dell'artiglieria americana. Non capendo che gli uomini erano semplicemente rimasti a corto di munizioni, Scott credette che la ritirata fosse un segno del collasso dell'offensiva americana e diede l'ordine di ritirarsi. Senza un piano di battaglia, anche William Maxwell e Anthony Wayne, le cui unità stavano combattendo da parte a Scott, ordinarono la ritirata. Con così tanti soldati in fuga Lee ripiegò ed annullò l'offensiva. Nonostante l'esercito di Washington sia giunto ed abbia fermato l'avanzata britannica, la ritirata di Scott fu in parte criticata per aver concesso all'avversario l'inerzia della battaglia. Secondo la tradizione dopo la battaglia Scott vide Washington criticare duramente Lee con una lunga filippica, ma il biografo Harry M. Ward ritiene improbabile che Scott abbia partecipato alla riunione. Lee fu in seguito soggetto a corte marziale per essersi ritirato e fu sospeso dal comando.
Dopo la battaglia di Monmouth i britannici si ritirarono a New York. il 14 agosto a Scott fu dato il comando di un nuovo corpo di fanteria leggera organizzato da Washington. Fu anche capo dell'intelligence di Washington e condusse costanti missioni partendo dalla base americana di White Plains. Nonostante gli uomini di Scott abbiano partecipato ad alcune piccole schermaglie con l'avanguardia inglese, né l'esercito di Washington né i britannici di New York condussero importanti operazioni prima che Scott si prendesse una licenza nel novembre 1778.

### Servizio nel teatro meridionale e cattura
Nel marzo 1779 una lettera scritta da Washington per Scott, ancora in licenza in Virginia, gli ordinò di reclutare volontari della Virginia e raggiungere Washington all'accampamento di Middlebrook il 1º maggio. Uomini e provviste furono difficili da recuperare, il che ritardò il ritorno di Scott. Durante il ritardo Washington ordinò alle reclute della Carolina del Sud di unirsi a Benjamin Lincoln, al comando delle milizie locali. La notizia di consistenti movimenti inglesi verso la Georgia aveva convinto Washington che il nemico stesse preparandosi ad un'invasione da sud.

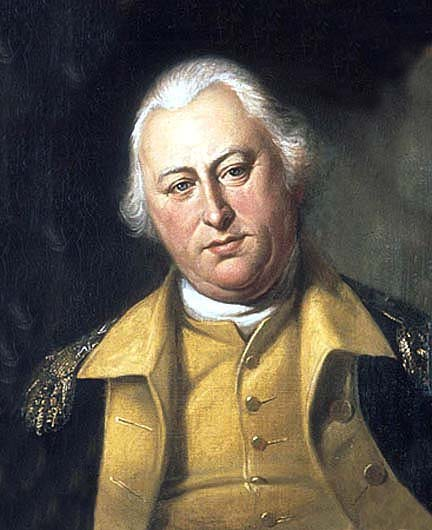
Benjamin Lincoln, comandante delle truppe a Charleston (Carolina del Sud)

Poco dopo la consegna degli ordini di Washington, un gruppo d'assalto inglese guidato da George Collier ed Edward Mathew giunse in Virginia per conquistarla e distruggere le provviste che sarebbero state altrimenti mandate a sud in aiuto dei rinforzi diretti in Carolina del Sud. Gli ordini per Scott cambiarono di nuovo. La Virginia House of Delegates gli ordinò di prepararsi immediatamente alla difesa nei confronti di Collier e Mathew. Quando fu chiaro che Collier e Mathew avevano intenzione solo di puntare ai rifornimenti, non di invadere, decisero che la milizia locale sarebbe stata sufficiente a proteggere gli interessi della Virginia e che Scott avrebbe potuto reclutare rinforzi dal sud. I legislatori gli fornirono un cavallo, un'arma e 500 sterline per poter reagire velocemente alla minaccia.
Le difficoltà di reclutamento di Scott in Virginia continuarono, nonostante la coscrizione della legislatura statale. Nell'ottobre 1779 stanziò le truppe mandategli dall'Armata Settentrionale di Washington a Lincoln in Carolina del Sud, adempiendo ai suoi doveri. Tenne in Virginia solo il reggimento di Abraham Buford. Nel febbraio 1780 circa 750 uomini mandati da Washington con William Woodford giunsero al campo di Scott a Petersburg. Le autorità della Virginia, temendo che gli inglesi a sud del generale Henry Clinton si sarebbero diretti a nord contro la Virginia, bloccò Scott e Woodford finché non fu chiaro che l'obiettivo di Clinton era la posizione di Lincoln a Charleston.
Il 30 maggio 1780 Scott giunse a Charleston nel momento in cui Clinton stava assediando la città. Fu catturato quando la città si arrese il 12 maggio 1780, e fu portato come prigioniero di guerra a Haddrell's Point nei pressi di Charleston. Nonostante fosse un prigioniero, gli fu data libertà di movimento nel raggio di 10 km e gli fu permesso di scrivere e commerciare con i conoscenti in Virginia. Alla morte di William Woodford il 13 novembre 1780 divenne il responsabile per la salute delle truppe della Virginia a Haddrell's Point. Chiese la libertà vigilata per problemi di salute il 30 gennaio 1781, e a fine marzo Charles Cornwallis approvò la richiesta.
A luglio 1782 Scott fu scambiato con Lord Rawdon, il che mise fine alla sua libertà vigilata. Washington lo informò del fatto che era nuovamente in servizio attivo e gli ordinò di aiutare il generale Peter Muhlenberg nel reclutamento in Virginia, per poi fare rapporto al generale Nathanael Greene. Greene scrisse di non avere incarichi da assegnare a Scott e gli chiese di restare con Muhlenberg in Virginia. I pochi uomini che riuscì a reclutare furono mandati presso un deposito a Winchester. Quando nel marzo 1783 furono firmati i primi negoziati di pace tra Stati Uniti d'America e Gran Bretagna, il reclutamento fu bloccato. Scott divenne brevetto maggior generale il 30 settembre 1783, poco prima di congedarsi dall'Esercito Continentale. Dopo la guerra divenne uno dei padri fondatori della Società dei Cincinnati.

## Insediamento in Kentucky ed inizio della carriera politica

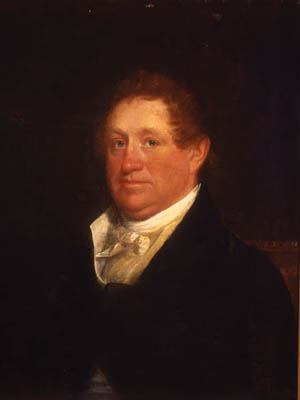
Peyton Short accompagnò Scott in Kentucky nel 1785

Nell'ottobre del 1783 la legislatura della Virginia nominò Scott in una commissione di sovrintendenti che avrebbero controllato la terra concessa ai soldati come premio per il servizio reso nella guerra d'indipendenza. Convinto dai positivi rapporti del Kentucky redatti dall'amico James Wilkinson, si fece costruire una casa nei pressi del fiume Kentucky nonostante il costruttore sembrava aver posto solo la prima pietra. Scott visitò la prima volta il Kentucky a metà del 1785. Viaggiando con Peyton Short, uno dei soci commerciali di Wilkinson, giunse a Limestone (attuale Maysville) navigando i fiumi Monongahela e Ohio. Scott e Short proseguirono via terra fino al fiume Kentucky per esaminare la terra di cui avrebbero in seguito reclamato la proprietà. La permanenza di Scott in Kentucky fu breve e tornò alla propria fattoria in Virginia nel settembre 1785.
Al suo ritorno in Virginia Scott assunse Edward Carrington, ex quartiermastro generale dell'esercito meridionale, per gestire i propri affari finanziari e preparare il trasferimento in Kentucky. Carrington acquistò la fattoria di Scott in Virginia nel 1785, ma permise alla famiglia di vivervi fino al trasloco alla frontiera. Nel 1787 Scott si insediò nei pressi della città di Versailles (Kentucky). Sommando la terra avuta per il proprio servizio militare e quella ottenuta dai figli, la famiglia Scott ebbe in tutto 85 km² nelle contee di Fayette e Bourbon. Scott costruì una capanna di tronchi a due piani, una palizzata ed un deposito per il tabacco. Nel giugno 1787 i guerrieri Shawnee uccisero il figlio Samuel e gli presero lo scalpo, mentre stava attraversando il fiume Ohio in canoa. Il figlio maggiore Scott assistette impotente da riva. Nonostante alcuni coloni abbiano inseguito gli Shawnees oltre il fiume, non riuscirono a raggiungerli. Nel terzo volume del suo The Winning of the West, Theodore Roosevelt disse che Scott "si divertì a fare la guerra" contro gli indiani dopo la morte del figlio.
Scott si focalizzò sullo sviluppo della propria casa come modo per superare il dolore della perdita del figlio. L'insediamento divenne noto come Scott's Landing, e per breve tempo Scott divenne ispettore del tabacco della zona. Determinato a rendere Scott's Landing il fulcro di un più grande insediamento chiamato Petersburg, iniziò a vendere i lotti vicini nel novembre 1788. Tra coloro che acquistarono la terra vi furono James Wilkinson, Abraham Buford, il giudice George Muter ed il futuro rappresentante e governatore del Kentucky Christopher Greenup.
Scott fu uno dei 37 uomini che fondarono la Kentucky Society for the Promotion of Useful Knowledge nel 1787. Nonostante non abbia partecipato a nessuna delle dieci convenzioni statali tenute per dividere il Kentucky dalla Virginia, ne sostenne comunque il principio. Quando fu formata la contea di Woodford a partire dalla contea di Fayette che comprendeva la terra di Scott, Scott rifiutò la nomina a tenente del nuovo Stato. Accettò invece di essere candidato a rappresentare la contea nella Virginia House of Delegates. Nel suo unico mandato fece parte, tra le altre, anche della commissione che consigliava al presidente George Washington di fornire una guardia militare a Big Bone Lick per semplificarvi la creazione di una salina.

## Guerra indiana del Nord-Ovest

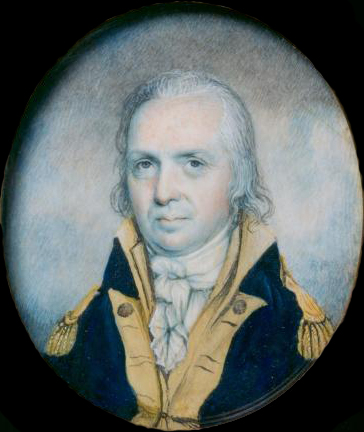
La fallimentare campagna di Josiah Harmar convinse il Kentucky che solo una milizia locale avrebbe potuto combattere gli indiani del territorio del nord-ovest

Quando aumentarono le tensioni tra gli indiani del Territorio del nord-ovest ed i coloni frontalieri del Kentucky, il presidente Washington iniziò ad autorizzare operazioni congiunte tra esercito federale e milizia locale contro gli indiani. Nell'aprile 1790 Scott mise insieme un contingente di volontari delle contee Bourbon e Fayette da unire a Josiah Harmar in un attacco contro la confederazione occidentale lungo il fiume Scioto in quello che sarebbe poi diventato l'Ohio. Regolari e milizie partirono da Limestone il 18 aprile 1790 attraversando l'Ohio e risalendo a piedi lo Scioto. Da qui virarono a sud verso l'attuale Portsmouth scoprendo un accampamento indiano abbandonato. Orme fresche, comprese quelle di un guerriero Shawnee ben conosciuto (chiamato Piede Girato a causa dei suoi piedi storti) portavano fuori dal campo. Un piccolo distaccamento inviato da Scott a seguire le tracce trovò ed uccise quattro Shawnee, compreso Piede Girato. A parte questo la spedizione non riportò altri risultati e fu sciolta il 27 agosto 1790.
Nel giugno 1790 ad Harmar e Arthur St. Clair fu ordinato di guidare un'altra spedizione contro i nativi. Harmar aveva sperato che Scott, Isaac Shelby o Benjamin Logan si sarebbero uniti alla campagna alla guida della milizia del Kentucky, me tutti e tre si rifiutarono. Scott era stato eletto rappresentante della contea di Woodford nella Assemblea generale della Virginia, ed il suo compito amministrativo gli impediva di prendere parte alla missione. Era convinto che la milizia del Kentucky avrebbe prestato servizio solo col colonnello Robert Trotter, veterano delle prime campagne indiane di Logan. Alla fine il comando della milizia fu dato al maggiore John Hardin, e come previsto da Scott molti soldati si rifiutarono di partecipare. Durante la spedizione il figlio di Scott, Merritt, capitano della milizia della contea di Woodford, fu ucciso e gli fu preso lo scalpo. L'intera spedizione fu un fallimento ed aumentò la pessima reputazione di Harmar in Kentucky. Molti militi giurarono di non combattere più al suo fianco.
Durante la campagna di Harmar Scott svolse il proprio mandato nella legislatura di Richmond (Virginia). Fu di nuovo eletto al comitato dei privilegi e delle elezioni. Fece parte anche della commissione delle proposte e delle critiche e di molte altre commissioni. Il 30 dicembre 1790 il governatore della Virginia Beverley Randolph, forse dietro consiglio di Washington, nominò Scott generale di brigata della milizia della Virginia e gli assegnò il comando dell'intero distretto del Kentucky. Il suo compito principale era la supervisione di una linea di 18 avamposti lungo il fiume Ohio. Nel gennaio 1791 il presidente Washington accettò il suggerimento del senatore John Brown di nominare un Board of War in Kentucky composto da Brown, Scott, Isaac Shelby, Harry Innes e Benjamin Logan. Il comitato aveva il potere di reclutare milizie locali da far agire insieme alle truppe federali contro gli indiani. Raccomandarono di mettere insieme un esercito di volontari per trovare e distruggere gli insediamenti indiani a nord dell'Ohio. Quello stesso mese Washington approvò un piano per l'invasione delle terre native a partire da Fort Washington (vicino all'attuale Cincinnati). Molti abitanti del Kentucky storsero il naso di fronte al fatto che Washington scelse Arthur St. Clair, al tempo malato di gotta e non in grado di montare a cavallo senza aiuto, come comandante dell'invasione. Scott fu scelto come sottoposto di St. Clair e comandante delle 1000 milizie che avrebbero partecipato all'invasione, circa un terzo della forza totale.

### Campagna delle more
Washington ordinò a Scott di condurre una serie di razzie preliminari a metà del 1791 che avrebbero tenuto occupato il nemico mentre St. Clair raggruppava la principale forza d'invasione. Sia Isaac Shelby che Benjamin Logan avevano sperato di condurre la campagna, e nessuno dei due avrebbe accettato un ruolo minore. Nonostante questo Shelby sostenne la campagna mentre Logan si oppose con fermezza. Scott chiese volontari all'assemblea di Frankfort il 15 maggio 1791. Gli abitanti del Kentucky risposero favorevolmente all'idea di una campagna composta di sole milizie e 852 volontari si arruolarono, nonostante Scott fosse autorizzato a prenderne soli 750. Il senatore John Brown fu tra i volontari. Dopo un piccolo ritardo per conoscere l'esito di una fallita missione diplomatica presso le tribù Miami del territorio del nord-ovest, gli uomini di Scott partirono da Fort Washington il 24 maggio. Attraversarono l'Ohio dirigendosi verso un gruppo di insediamenti Miami, Kickapoo, Wea e Potawatomi nei pressi dell'attuale Lafayette (Indiana). Per otto giorni si mossero su un terreno accidentato e furono oggetto di frequenti assalti. Le dure condizioni rovinarono le scorte della milizia per cui cominciarono a raccogliere le more che crescevano nella zona. Per questo la spedizione prese il nome di "campagna delle more".
Quando Scott raggiunse un prato nei pressi dell'insediamento Wea di Ouiatenon il 1º giugno, furono scoperti da una nemico ed attaccarono di fretta i villaggi prima che gli indiani potessero reagire. Quando il grosso dell'esercito raggiunse i villaggi trovarono gli abitanti i fuga su canoe oltre il Wabash. Aiutati da un fuoco di copertura da un villaggio Kickapoo sull'altra riva del fiume, riuscirono a mettersi in salvo prima che gli uomini di Scott potessero attaccarli. Il fiume era troppo largo per poter essere guadato dove si trovava Scott, per cui inviò un distaccamento con James Wilkinson in una direzione ed uno con Thomas Barbee nell'altra per trovare un guado. Wilkinson non trovò posti utilizzabili ma trovò ed uccise un piccolo gruppo di indiani prima di fare ritorno. Barbee trovò un guado ed attaccò velocemente gli indiani sull'altra sponda prima di tornare da Scott. Il mattino dopo Scott fece incendiare villaggi e raccolti mentre un distaccamento con Wilkinson partiva per Kethtippecannunk. Gli abitanti di questo villaggio erano fuggiti oltre il fiume Eel, e dopo un breve ed inutile scontro Wilkinson bruciò il villaggio e tornò da Scott. Nel suo resoconto ufficiale Scott fece notare che molti residenti di Kethtippecannunk erano francesi ed ipotizzò che fosse legato, o addirittura dipendente, dall'insediamento francese di Detroit.
A corto di scorte, Scott ed i suoi uomini interruppero la campagna. Durante il viaggio di ritorno due uomini annegarono nel White, e furono gli unici due morti della spedizione di Scott. Altri cinque furono feriti ma sopravvissero. In tutto uccisero 38 indiani e ne presero 57 prigionieri. Scott mandò avanti 12 uomini con il rapporto ufficiale per Arthur St. Clair. Il resto degli uomini giunse a Fort Steuben (attuale Clarksville) il 15 giugno. Il giorno dopo riattraversarono di nuovo l'Ohio e ricevettero la carta di congedo a Louisville (Kentucky).

### Spedizione St. Clair
La campagna Wabash di Scott fu ben accolta in Kentucky e dall'amministrazione Washington. Il 24 giugno 1791 Arthur St. Clair chiese al Board of War di organizzare una seconda spedizione nella regione Wabash e di rimuovere gli avamposti sull'Ohio per liberare manodopera e finanze in previsione di una più grande invasione. Scott mise in dubbio la necessità di abbandonare gli avamposti e convinse i propri colleghi del Board of War a mantenerne uno a Big Bone Lick ed uno a guardia delle ferriere alla foce del fiume Kentucky. Il suo istinto in seguito si dimostrò corretto. Un mese dopo i razziatori indiani cercarono di bloccare l'accesso alla frontiera ai coloni conquistando Big Bone Lick, ma furono respinti dalla milizia rimasta lì. Scott non credeva che i 500 uomini chiesti da St. Clair fossero sufficienti.

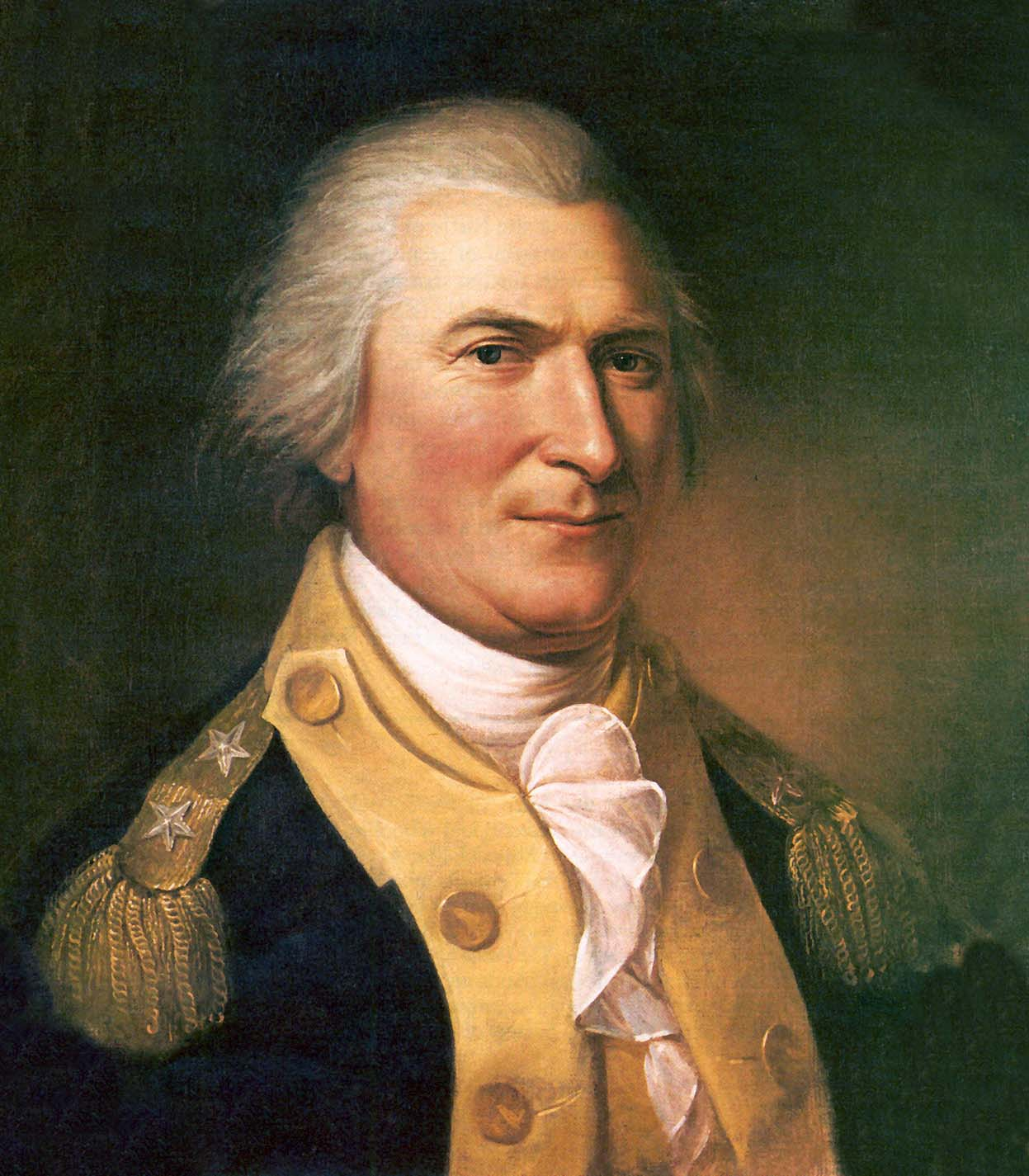
Arthur St. Clair guidò una fallimentare spedizione contro gli indiani del nordovest alla fine del 1791

A luglio Scott diede il permesso al residente della contea di Bourbon John Edwards di guidare 300 uomini contro un gruppo di indiani sospettati di aver rubato cavalli in Kentucky. Nonostante la spedizione di Edwards abbia raggiunto il fiume Sandusky, trovarono solo villaggi abbandonati. A loro insaputa, i volontari evitarono per poco di essere presi in un'imboscata dai nativi della zona. Molti degli uomini che accompagnarono Edwards lo accusarono di codardia. Per motivi di salute Scott non fu in grado di guidare la spedizione chiesta da St. Clair. Al proprio posto scelse l'amico James Wilkinson. Wilkinson partì il 1º agosto. Durante la spedizione distrussero il villaggio abbandonato di Kikiah (chiamato anche Kenapocomoco), il ricostruito insediamento di Ouiatanon, un piccolo villaggio Kickapoo e molti altri piccoli insediamenti. Facendo ritorno lungo la rotta tenuta dalla precedente spedizione di Scott, Wilkinson tornò in Kentucky il 21 agosto. Le campagne di Scott e Wilkinson causarono gravi perdite agli indiani del nordovest. In particolare Wea e Kickapoo firmarono un trattato di pace con gli Stati Uniti d'America l'anno dopo, ed i Kickapoo migrarono in Illinois e Missouri.
St. Clair continuò i preparativi per l'invasione del nordovest nonostante il fatto che, al momento, fosse per sua ammissione inabile al combattimento per motivi di salute. Come Harmar era impopolare in Kentucky, e Scott dovette reclutare la gente per la spedizione di St. Clair. Molti ufficiali del Kentucky, compreso Scott, dichiararono di essere troppo deboli di salute per guidare gli uomini, forse per il timore di perdere la fiducia del popolo associandosi a St. Clair. Il colonnello William Oldham fu il più alto in grado a voler comandare la spedizione.
Il gruppo di St. Clair partì da Fort Washington il 1º ottobre. Il 3 novembre ordinò ai propri uomini di accamparsi su un piccolo affluente del Wabash, convinto erroneamente di stare accampandosi sul St. Marys. Il suo obiettivo era quello di far costruire agli uomini opere difensive il giorno seguente, ma prima dell'alba un gruppo di Miami e canadesi attaccarono il gruppo mettendolo in fuga e catturando parte della loro artiglieria e dei rifornimenti. Dei 1 400 uomini di St. Clair, 600 furono uccisi e 300 catturati in questo attacco. La milizia del Kentucky si disperse durante questo assalto e del loro capo, il colonnello Oldham, fu ucciso. Nonostante questo la milizia ed i cittadini del Kentucky accusarono St. Clair della disfatta. St. Clair si ritirò a Fort Washington ed il 24 novembre Scott si unì a loro con 200 volontari a cavallo in caso gli indiani avessero deciso di inseguirlo ed invadere il Kentucky. Quando fu chiaro che la temuta invasione indiana non sarebbe avvenuta, Scott tornò a casa con i propri uomini. Il risultato della campagna di St. Clair fu che le tribù in precedenza neutrali nel conflitto (compresi Delaware e Wyandot) si allearono con Miami e Shawnee contro i bianchi.

### Servizio nella Legione degli Stati Uniti
Dopo la sconfitta di St. Clair il presidente Washington chiese al Congresso di autorizzare la formazione della Legione degli Stati Uniti, un gruppo di 5000 uomini che avrebbero combattuto gli indiani nel nordovest. Il Congresso approvò la richiesta nel marzo 1792 e Scott seppe da un amico a Filadelfia che ne sarebbe stato il comandante. Alla fine Washington decise che era "di inadeguate capacità". Anche il suo vice, con problemi di alcool, preoccupava Washington. Washington scelse "Mad" Anthony Wayne per comandare la Legione. Il 4 giugno 1792 (pochi giorni dopo che il Kentucky divenne ufficialmente uno Stato) l'Assemblea generale del Kentucky nominò Scott e Benjamin Logan maggior generali della milizia statale. Il 25 giugno a Scott fu dato il comando della 2ª divisione della milizia, incaricata di operare a nord del fiume Kentucky. La 1ª divisione di Logan avrebbe agito a sud del fiume.
La nuova legislatura aveva nominato anche un comitato di cinque uomini per scegliere una città come nuova capitale. Scott nominò Petersburg. Le altre località nominate furono Frankfort, Lexington, Louisville e Boonesborough. Alla fine fu scelta Frankfort, ed il fallimento di Scott nel far riconoscere Petersburg come capitale ne segnò anche il destino come città. Il figlio di Scott, Charles Jr., scrisse al fratello Daniel che il padre stava pensando di candidarsi al Congresso nel 1792. Nonostante Charles Jr. si dichiarasse confidente riguardo all'elezione, la sua campagna elettorale non si materializzò mai o fallì subito. Fu comunque scelto come elettore presidenziale nel 1793.

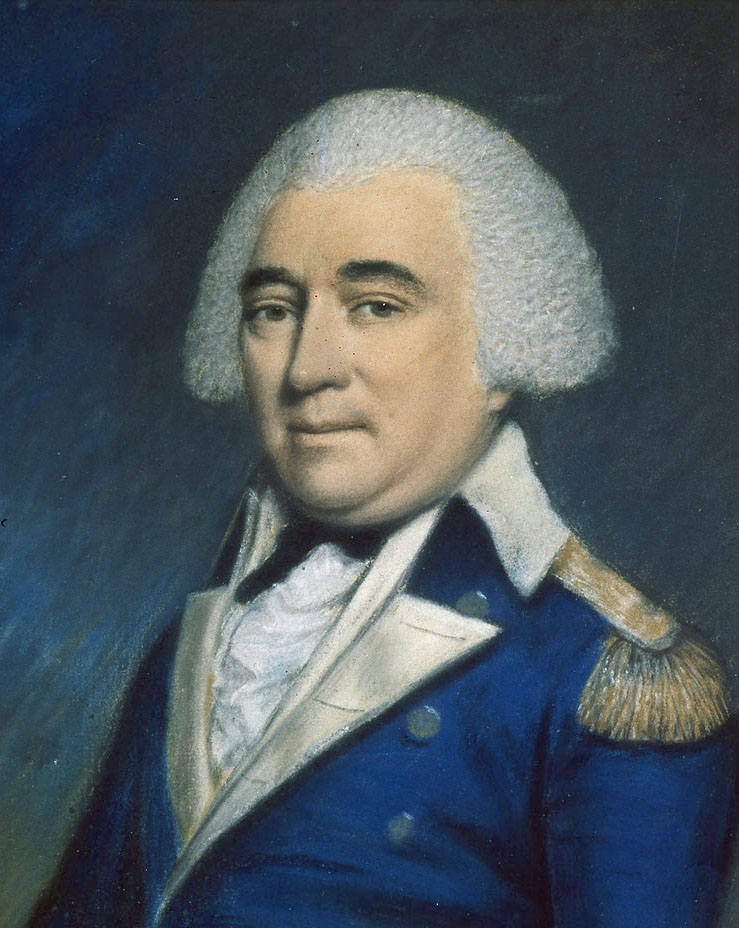
"Mad" Anthony Wayne, comandante della Legione degli Stati Uniti

Inizialmente Wayne avrebbe voluto usare le milizie del Kentucky negli attacchi preventivi contro gli indiani, e condurre l'invasione principale con sole truppe federali, ma al momento di muoversi da Fort Washington a metà del 1793 aveva reclutato meno di 3 000 delle 5 000 persone richieste. Chiese agli uomini di Scott e Logan di unirsi ai suoi. Logan si rifiutò di cooperare con un ufficiale federale, mentre Scott accettò, e Wayne lo nominò ufficiale dell'esercito regolare il 1º luglio 1793. Assieme al governatore Isaac Shelby istituì una leva per reclutare le 1 500 persone che avrebbe comandato nell'operazione di Wayne. Quando si unì a Wayne a Fort Jefferson il 21 ottobre 1793, aveva ottenuto solo 1 000 uomini.
Il 4 novembre Wayne ordinò alle milizie di Scott di distruggere un vicino villaggio Delaware. Ancora diffidenti nei confronti degli ufficiali federali, e sapendo che Wayne non avrebbe attaccato così vicini all'inverno, gli uomini non furono entusiasti della missione da svolgere, che molti consideravano banale. Quella notte 501 di loro disertarono il campo, anche se Wayne fece notare nel suo resoconto che credeva che Scott ed i suoi ufficiali avessero fatto tutto il possibile per evitarlo. Scott tentò di continuare la missione con gli uomini rimasti, ma il tempo inclemente gli impedì di attaccare. Alla fine gli uomini riuscirono solo a sgomberare un piccolo accampamento di caccia prima di proseguire per Fort Washington il 10 novembre. Wayne ordinò a Scott di reclutare le persone mancanti dopo l'inverno.
Le tensioni tra Wayne e gli uomini del Kentucky diminuirono durante l'inverno del 1793–1794. Wayne aveva notato che, nonostante la loro ostinazione, i volontari del Kentucky erano buoni soldati. Le milizie, dopo aver osservato Wayne, conclusero che, a differenza di Harmar e St. Clair, era capace di combattere gli indiani. Wayne aumentò la propria popolarità in Kentucky con la costruzione di Fort Recovery quello stesso inverno nel punto in cui era stato sconfitto St. Clair. La vittoria indiana su St. Clair era entrata a far parte delle loro tradizioni e ne ispirava la lotta contro i coloni occidentali. La costruzione della fortezza da parte di Wayne fu un duro colpo per il morale dei nativi, e la nuova sepoltura di circa 600 teschi che gli indiani avevano riesumato e sparso nella zona lo resero popolare in Kentucky. Mentre Scott iniziò a rispettare personalmente Wayne, il suo amico James Wilkinson iniziò un'anonima campagna per offuscarne l'immagine, bramando per sé stesso il comando della spedizione nordoccidentale. Scott, in licenza a Filadelfia in quel periodo, scrisse al Segretario alla Guerra Henry Knox per difendere la reputazione di Wayne, rompendo l'amicizia con Wilkinson.
Scott tornò in Kentucky da Philadelphia nel giugno del 1794, assoldò 1 500 milizie e si unì a Wayne a Fort Greeneville il 27 luglio. Assieme a Thomas Barbee guidò gli uomini a sostegno dei 1 000 soldati di Wayne. Le forze combinate marciarono velocemente e l'8 agosto conquistarono la città indiana di Grand Glaize abbandonata da poco. Wayne ordinò la costruzione di ered the Fort Defiance, i cui lavori richiesero circa una settimana. Scott aveva il compito di dare un nome al forte. Mentre ne osservava la costruzione dichiarò: "Sfido inglesi, indiani e tutti i diavoli dell'inferno a conquistarlo". Basandosi sull'intelligence fornita dai volontari a cavallo di Scott, Wayne ordinò ai propri uomini di marciare su Fort Miami il 14 agosto anticipando una battaglia con i 2 400 britannici e nativi del posto. Verso le 8:45 del 20 agosto la brigata di volontari del maggiore William Price combatté con gli indiani nei pressi di Fort Miami, dando il via alla battaglia di Fallen Timbers. Gli indiani be posizionati respinsero gli uomini di Price, ma Wayne ordinò ai propri regolari di caricare con le baionette e mettere in fuga gli indiani. Il maggiore William Campbell, comandante britannico di Fort Miami, si rifiutò di aprire le porte agli alleati indiani, e Wayne riportò una vittoria decisiva.
Dopo la battaglia Wayne ordinò ai volontari di Scott di compiere numerose razzie nel raggio di 80 km dalla loro posizione. A causa della mancanza di cavalli da soma tra le truppe di Wayne, i volontari a cavallo furono impiegati per trasportare i rifornimenti tra le fortezze nel settembre 1794. Alla fine si stancarono dei compiti di guarnigione, e si arrabbiarono per il fatto che usare i propri cavalli come bestie da soma ne causava continui infortuni. Molti minacciarono di ammutinarsi se non fossero stati lasciati liberi. Il 13 ottobre 1794 Wayne ne ordinò il ritorno a casa. In un elogio nei confronti di Wayne del 4 dicembre 1794, la Camera dei rappresentanti ringraziò esplicitamente Scott ed i suoi uomini per il servizio reso nella battaglia di Fallen Timbers. Il trattato di Greenville pose ufficialmente fine alla guerra a metà del 1795.

## Fine della carriera politica
Nel 1795 Scott si recò a Filadelfia per aiutare a fare chiarezza sui resoconti che sarebbero serviti per determinare la paga finale degli uomini che lo servirono prima di tornare alla propria fattoria in Kentucky. Continuò a prestare servizio come maggior generale della 2ª divisione delle milizie statali fino al 1799. Celebrazioni dell'eroismo militare di Scott si tennero in tutto il Kentucky. Con l'avvento del Primo sistema di partiti si dichiarò Democratico-Repubblicano, come molti altri abitanti del Kentucky. Nel 1800 fu scelto come elettore presidenziale del proprio distretto con 75 voti a 44 contro Caleb Wallace. Scott ed i suoi colleghi elettori votarono tutti per Thomas Jefferson e Aaron Burr.
Nel 1803 il Segretario alla Guerra Henry Dearborn incaricò Scott ed il governatore James Garrard di trovare posti in Kentucky nei quali costruire un rimpiazzamento per Fort Washington. Garrard, nativo del Kentucky centrale, insisté per far costruire la fortezza a Frankfort. Scott non fu d'accordo, criticando il fatto che la fortezza non avrebbe dovuto essere al centro dello Stato e che il territorio collinoso attorno a Frankfort non era adatto alla costruzione. Attese per molti giorni un appuntamento con Garrard per trovare un'intesa, ma quando non riuscì ad ottenerlo chiese a Dearborn il permesso di agire da solo. Dearborn accettò al richiesta ed il consiglio di Scott di usare un sito nei pressi di Newport. Nel 1804 Scott fu scelto nuovamente come elettore presidenziale con un'opposizione minima.
Una tragedia guastò l'ascesa politica di Scott. Nel 1797 il figlio Daniel, insediatosi in Virginia, morì. Alla fine del 1799 o all'inizio del 1800 morì anche il suo ultimo figlio, Charles Jr. La figlia Martha sposò nel 1799 il futuro senatore statunitense George Mortimer Bibb e si trasferì nella contea di Daviess. La figlia Mary si era sposata ed aveva abbandonato la fattoria prima del ritorno di Scott dal servizio militare, mentre la figlia più giovane Nancy partì verso l'inizio del XIX secolo nonostante non si fosse sposata. Dopo la morte della moglie avvenuta il 6 ottobre 1804 si trasferì con la figlia ed il genero, John e Mary Postlethwait, a Lexington. Vendette la propria fattoria nella contea di Woodford nell'ottobre 1805.
Quando le tensioni tra Stati Uniti d'America e Gran Bretagna aumentarono dopo l'affare Chesapeake–Leopard del 22 giugno 1806, Scott chiese al governatore Christopher Greenup di reclutare una milizia a cavallo in previsione dello scoppio delle ostilità. Nonostante Greenup approvò la richiesta, Scott si risposò il 25 luglio 1807 e non pensò più alla milizia. La seconda moglie, Judith Cary (Bell) Gist, era la cinquantasettenne vedova del colonnello Nathaniel Gist, ex prigioniero di guerra con Scott durante la guerra di indipendenza americana. Dopo il matrimonio si trasferirono a Canewood, la piantagione di famiglia di Gist nelle contee di Bourbon e Clark.

### Elezione a governatore del 1808

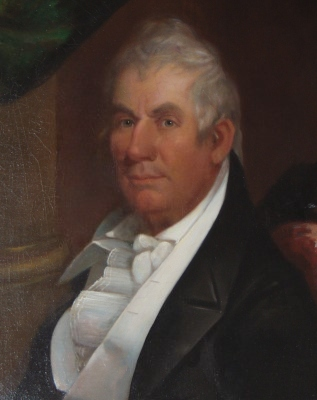
Green Clay, uno degli avversari di Scott nell'elezione a governatore del 1808

Mentre le celebrazioni per la carriera militare di Scott proseguivano in tutto il Kentucky, cominciò a considerare l'idea di concorrere per il ruolo di governatore nel 1808. a metà del 1806 il senatore statale Thomas Posey e l'avvocato di Lexington Thomas Todd avevano già presentato le proprie candidature. Posey era già stato scelto presidente pro tempore del senato statale e, con la morte del tenente governatore John Caldwell nel 1804, assunse il ruolo di tenente governatore reggente e presidente del senato. Quando perse la campagna elettorale per la rielezione a senatore continuò a fare il tenente governatore ed a presiedere il senato. I suoi concorrenti affermarono che non essendo più membro del senato non aveva il titolo per fare il tenente governatore. Lo accusarono inoltre di simpatizzare per l'odiato partito Federalista, nonostante si fosse dichiarato Democratico-Repubblicano. Anche se non perse il ruolo di presidente del senato, la controversia diminuì le sue possibilità nell'elezione del 1808. Nel 1807 Todd si tolse dalla contesa accettando la nomina del governatore Greenup alla corte d'appello del Kentucky.
La perdita di seguito di Posey e il ritiro di Todd lasciarono solo un impedimento alla candidatura di Scott. In Kentucky si cominciò a chiedere la candidatura dell'ex governatore Isaac Shelby per una rielezione. Noto come "Old King's Mountain" per l'eroico ruolo nella battaglia di King's Mountain durante la guerra d'indipendenza, Shelby avrebbe potuto rivaleggiare con il carisma militare di Scott, ed essendo già stato delegato alle convenzioni costituzionale e statale del Kentucky aveva una carriera politica decisamente migliore di quella di Scott. Alla fine Shelby rifiutò l'offerta e Scott si candidò ufficialmente l'11 febbraio 1808. A quel tempo John Allen aveva già dichiarato la propria candidatura, mentre quella di Green Clay giunse il mese successivo. La campagna elettorale di Scott fu gestita dal genero Jesse Bledsoe, professore di diritto alla Transylvania University. Bledsoe era tra i più bravi politici dello Stato, anche se preferiva il ruolo di "kingmaker" a quello di candidato.
Allen e Clay, entrambi avvocati di professione, furono colpiti da una sfiducia generale verso gli avvocati sviluppatasi in Kentucky. Inoltre Allen era stato consigliere generale di Aaron Burr, e molte lettere anonime ai giornali statali lo avevano accusato di aver preso parte alla cospirazione di Burr. Henry Clay fu tra coloro che difesero Allen a spada tratta. Anche Scott parlò spesso molto bene di Allen. Da legislatore, Green Clay propose leggi a favore dei debitori, guadagnandosi un forte sostegno tra i coloni a sud del fiume Green, molti dei quali erano invasori e speculatori terrieri con debiti nei confronti dello Stato. Per contrastare l'eroica immagine di Scott, i sostenitori di Clay ne criticarono il servizio con George Rogers Clark in una spedizione del 1782 contro gli Shawnee, ma l'impatto sull'elettorato fu minimo. Essendo il più anziano ufficiale della guerra d'indipendenza in Kentucky, Scott divenne il capo dei veterani statali. Le celebrazioni del giorno dell'Indipendenza si tennero poco prima delle elezioni del 1º agosto, e fornirono un ulteriore sostegno alla sua candidatura. Il giorno delle elezioni ottenne 22 050 voti, contro gli 8 430 di Allen ed i 5 516 di Clay.

### Governatorato

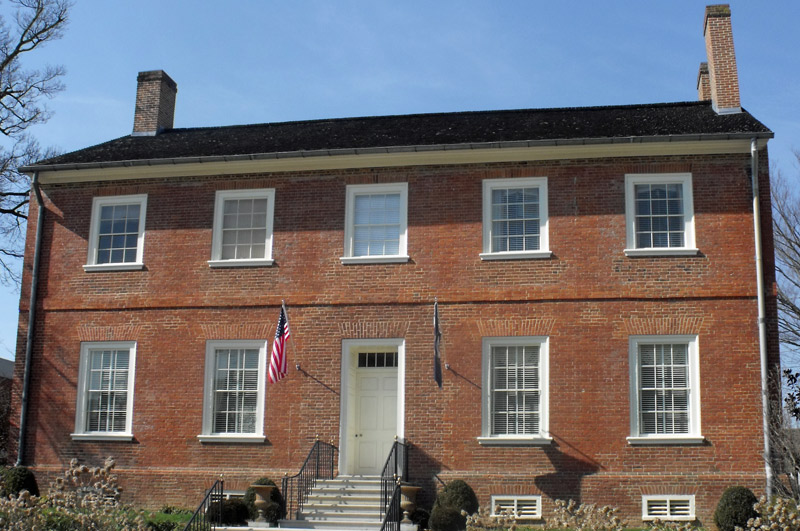
Una caduta sui gradini ghiacciati della casa del governatore rese zoppo Scott per il resto della vita

Tra i primi atti di Scott da governatore ci fu la nomina di Jesse Bledsoe a segretario di Stato. Bledsoe consegnò le prime lettere di Scott alla legislatura il 13 dicembre 1808. Quello stesso inverno Scott si ferì scivolando sui gradini ghiacciati della casa del governatore. L'infortunio lo obbligò ad usare le stampelle per il resto della vita e lo rese dipendente da Bledsoe. Le sue condizioni fisiche continuarono a peggiorare fino al termine del mandato da governatore.
Negli affari interni Scott sostenne l'aumento dei salari per gli ufficiali pubblici, misure di sviluppo economico e dure punizioni per i criminali. Nonostante desiderasse un sistema fiscale che potesse evitare allo Stato di chiedere denaro in prestito, incoraggiò i legislatori a tenere le tasse più basse possibili. Chiese loro anche di convertire le milizie in un giovane esercito. L'Assemblea generale ignorò continuamente le sue richieste di riforme ma accettò una legge proposta da lui che permetteva ai debitori di ritardare di un anno il saldo del debito dietro la presentazione di obbligazioni.
Scott si scontrò spesso con la legislatura, compresa la volta in cui il senato si rifiutò di confermare la nomina del dottor Walter Brashear a tenente colonnello comandante del 2º reggimento di milizia statale. Il governatore si rifiutò di nominare altri, affermando che Brashear era il miglior candidato esistente. Utilizzò tre volte il veto governatoriale nel corso del suo mandato, ma tutte e tre le volte fu annullato dalla legislatura. La creazione della contea di Harrison ed il permesso concesso ai coloni di acquistare le terre occupate a condizioni più favorevoli ottennero il veto di Scott secondo il quale erano misure approvate troppo velocemente per permettere un adeguato dibattito. Scott pose il veto anche sulla revoca della pensione al giudice della corte d'appello del Kentucky George Muter, andato in pensione da poco, perché riteneva che minasse la fiducia del popolo nelle promesse del governo.
Durante il mandato Scott fu perseguitato da voci secondo le quali sarebbe stato dedito all'abuso di alcool e parolacce. In un caso un anonimo credeva che la propria reputazione fosse stata infangata da qualcosa detta da Scott, e lo sfidò a duello. Ignorò la sfida, e lo sfidante minacciò di dichiararlo un codardo. Si dice che Scott abbia risposto: «Fallo e sii dannato; ma se lo fai, di mostrerai come un dannato bugiardo, e tutti lo diranno». In un'altra occasione, dopo aver letto un discorso scritto per lui da Bledsoe, si dice che il governatore abbia detto: «Bene, Mr. Bledsoe, so che pensi che tu sia dannatamente più intelligente di me, e per molte altre cose; ma questo messaggio per come è adesso, non lo farò per niente. Sia dannato se lo faccio». Quando Bledsoe chiese cosa ci fosse di sbagliato nel discorso, egli rispose: «Perché, dannazione, perché non metti alla fine una solenne preghiera, e parli della provvidenza, e della protezione del paradiso, e di tutto questo?». Dopo che il governatore sostenne l'avversario di Humphrey Marshall alle elezioni legislative del 1809, Marshall scrisse un articolo sul giornale Western World accusandolo di essere apparso di fronte alla corte ubriaco il giorno dell'elezione.
Per buona parte del mandato di Scott da governatore le tensioni tra Stati Uniti e Gran Bretagna aumentarono. Il sentimento a favore di una dichiarazione di guerra da parte degli Stati Uniti contro i britannici era molto forte in Kentucky. Molti abitanti del Kentucky non approvarono la sostituzione dell'embargo del 1807 con il più debole Non-Intercourse Act del 1809 e la proposta di legge Macon numero 2. Il senatore del Kentucky Henry Clay divenne il capo dei War Hawk al Congresso. Durante un discorso all'Assemblea generale il 4 dicembre 1810, Scott espresse scarsa speranza di risolvere pacificamente i rapporti con la gran Bretagna. Ricordò all'Assemblea generale che anche la Francia aveva violato i diritti marini degli Stati Uniti e meritava un uguale trattamento.

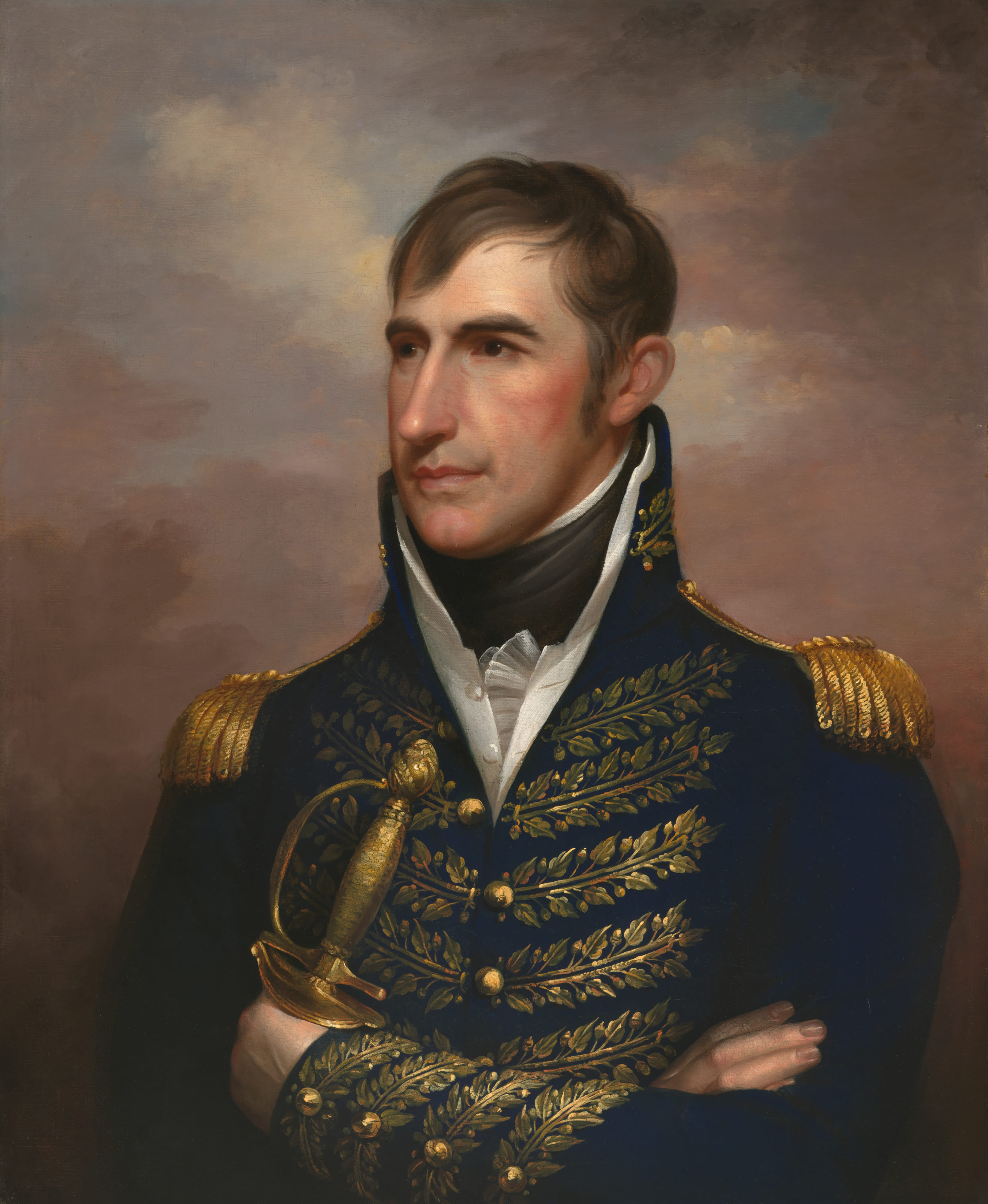
William Henry Harrison, comandante supremo dell'Armata del nordovest

Nel settembre 1811 William Henry Harrison, allora governatore del territorio dell'Indiana, visitò il Kentucky e chiese al colonnello Samuel Wells di reclutare abitanti del Kentucky per un nuovo reggimento federale da assegnare al segretario alla Guerra William Eustis. Harrison non chiese il permesso a Scott e molti abitanti del Kentucky (dal nemico politico di Scott Humphrey Marshall al suo consigliere Jesse Bledsoe) lo considerarono un affronto al governatore. Ignorando l'indignazione di Bledsoe, Scott si rifiutò di protestare, e divenne invece un convinto sostenitore della carriera politica di Harrison.
Nel novembre 1811 un messaggero portò in Kentucky la notizia della morte dell'ex procuratore del Kentucky Joseph Hamilton Daveiss nella battaglia di Tippecanoe, amplificando le proteste del Kentucky per la guerra contro britannici ed indiani. Anticipando una chiamata federale di volontari, Scott pubblicò messaggi nei giornali statali a febbraio ed aprile 1812 chiedendo sostegno per l'imminente sforzo bellico. Alla fine di luglio si raggiunse la quota statale di 5 500 volontari. Il 14 agosto 1812 Scott salutò due reggimenti presso la propria casa poco prima del loro trasferimento a Georgetown. Zoppicò tra i soldati con le proprie stampelle, prima di girarsi e picchiarle sui gradini della casa mormorando: «Se non fosse stato per voi, avrei potuto partire con questi ragazzi».
Il 25 agosto 1812, ultimo giorno di mandato di Scott, nominò Harrison brevetto maggior generale delle milizie del Kentucky. La nomina fu fatta su consiglio del neogovernatore Isaac Shelby e di Henry Clay. Il brevetto assicurava che Harrison, e non James Winchester (impopolare in Kentucky ed anche tra le proprie truppe) avrebbe guidato le milizie statali in guerra. Il biografo Harry M. Ward fece notare che l'incarico di Harrison fu incostituzionale perché non era un cittadino dello Stato e perché il ruolo di maggior generale della milizia era già occupato. Lo storico del Kentucky Lowell Hayes Harrison concordò sul fatto che la nomina fu "probabilmente illegale", ma fece anche notare che fu "acclamata in tutto lo Stato". La fiducia riposta in lui da Scott e dai suoi collaboratori convinsero il presidente James Madison a nominare Harrison comandante supremo dell'Armata del Nordovest.

## Morte e retaggio
Dopo il termine del mandato da governatore Scott si ritirò nella sua proprietà di Canewood con la moglie e la giovane figliastra Mary Cecil Gist. Due delle sue figliastre si erano sposate mentre era governatore. Anna Maria Gist sposò il capitano Nathaniel Gray Smith Hart nel 1809. Hart fu ucciso nella battaglia di Frenchtown del gennaio 1813. Eliza Violet Gist sposò Francis Preston Blair il 21 luglio 1812, poco prima del termine del mandato da governatore di Scott. Il governatore pensava che Blair, esile, con le spalle curve e sofferente di tubercolosi avrebbe lasciato vedova Eliza entro sei mesi. Invece Blair sopravvisse alla tubercolosi e divenne consigliere del presidente Andrew Jackson. Visse ben oltre la previsione di Scott, per altri sessant'anni.
A metà del 1813 la salute di Scott iniziò a peggiorare rapidamente. Morì il 22 ottobre 1813 e fu sepolto nella proprietà di Caneweed. Al momento della sua morte era uno dei pochi generali sopravvissuti ad aver combattuto la guerra d'indipendenza. Fu sepolto nel cimitero di Frankfort nel 1854. Le contee di Scott (Kentucky) e Scott (Indiana) prendono il nome da lui, così come le città di Scottsville (Kentucky) e Scottsville (Virginia).